# Hydnocarpus
Hydnocarpus é um género botânico pertencente à família Achariaceae, distribuído na Indonésia, Malásia e Filipinas. Espécies deste géneros são utilizadas para a produção de óleo de chaulmoogra, usado no tratamento da lepra.

## Espécies
Constituído por 86 espécies:
| - Hydnocarpus alcalae - Hydnocarpus alpina - Hydnocarpus annamensis - Hydnocarpus annamicus - Hydnocarpus anomalus - Hydnocarpus anthelminthica - Hydnocarpus anthelminthicus - Hydnocarpus anthelmintica - Hydnocarpus beccarianus - Hydnocarpus borneensis - Hydnocarpus calophyllus - Hydnocarpus calvipetalus - Hydnocarpus castanea - Hydnocarpus cauliflora - Hydnocarpus clemensorum - Hydnocarpus corymbosa - Hydnocarpus crassifolius - Hydnocarpus cucurbitina - Hydnocarpus curtisii - Hydnocarpus dawnensis - Hydnocarpus elmeri - Hydnocarpus filipes - Hydnocarpus glaucescens - Hydnocarpus gracilis - Hydnocarpus grandiflorus - Hydnocarpus hainanensis - Hydnocarpus heteroclita - Hydnocarpus heterophylla - Hydnocarpus humei | - Hydnocarpus hutchinsonii - Hydnocarpus ilicifolia - Hydnocarpus indorum - Hydnocarpus inebrians - Hydnocarpus kingii - Hydnocarpus kuenstleri - Hydnocarpus kurzii - Hydnocarpus lanceolata - Hydnocarpus lasionema - Hydnocarpus laurifolia - Hydnocarpus laurifolius - Hydnocarpus laevis - Hydnocarpus macrocarpa - Hydnocarpus merrillianus - Hydnocarpus microcarpus - Hydnocarpus moluocana - Hydnocarpus nana - Hydnocarpus obtusa - Hydnocarpus octandra - Hydnocarpus odoratus - Hydnocarpus ovoidea - Hydnocarpus palawanensis - Hydnocarpus pentagynus - Hydnocarpus pentandra - Hydnocarpus pentandrus - Hydnocarpus pinguis - Hydnocarpus piscidia - Hydnocarpus polyandra - Hydnocarpus polypetalus | - Hydnocarpus punctifer - Hydnocarpus quadrasii - Hydnocarpus pinguis - Hydnocarpus piscidia - Hydnocarpus polyandra - Hydnocarpus polypetalus - Hydnocarpus punctifer - Hydnocarpus quadrasii - Hydnocarpus saigonensis - Hydnocarpus scortechinii - Hydnocarpus serrata - Hydnocarpus setumpul - Hydnocarpus sharmae - Hydnocarpus stigmatophorus - Hydnocarpus subfalcata - Hydnocarpus subinteger - Hydnocarpus sumatrana - Hydnocarpus tamiana - Hydnocarpus tenuipetalus - Hydnocarpus tomentosa - Hydnocarpus unonifolia - Hydnocarpus venenata - Hydnocarpus verrucosus - Hydnocarpus wightiana - Hydnocarpus woodii - Hydnocarpus wrayi - Hydnocarpus yatesii |